# Lüneburg (stad)
Lüneburg is een plaats in de Duitse deelstaat Nedersaksen, gelegen in de Landkreis Lüneburg. De stad telt 75.301 inwoners en is een van de zeven Große selbständige Städte in Nedersaksen. In de stad ligt de Leuphana Universiteit.

## Geschiedenis
Voor de politieke geschiedenis, vooral tot en met de 18e eeuw, zie Brunswijk-Lüneburg.

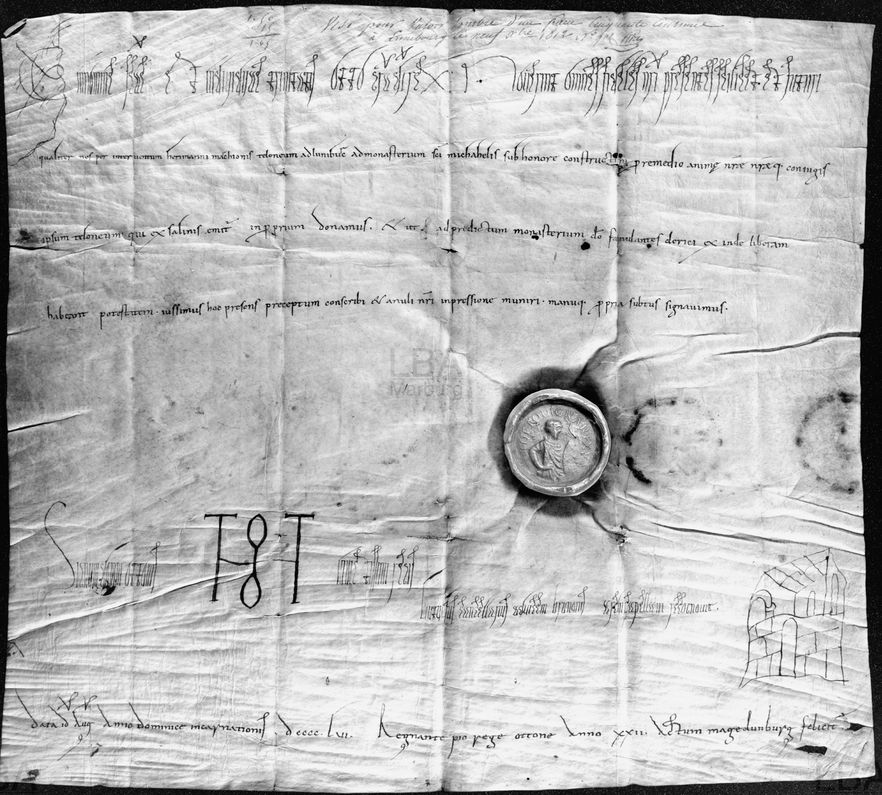
Oudste document waarin Lüneburg vermeld wordt anno 956

In de omgeving van de stad zijn sporen van jachtkampen van Neandertalers gevonden, die ongeveer 150.000 jaar oud zijn.
Ook in de brons- en ijzertijd was de omgeving van Lüneburg al bewoond, wat uit archeologische vondsten blijkt.
In 956 wordt Lüneburg voor het eerst in een document vermeld. De Oost-Frankische koning Otto I schonk in dat jaar de rechten om belasting op zout te heffen aan het plaatselijke Sint-Michaelsklooster.
De vroege ontwikkeling van de stad wordt wel door de Latijnse spreuk Mons, Pons, Fons weergegeven. Lüneburg ontstond nl. uit een op de heuvel Kalkberg gelegen dorp (Mons = berg), een nederzetting nabij de brug over de Ilmenau (Pons = brug), en een nederzetting op de zoutbronnen (Fons = bron). Het Lüneburger zout werd verhandeld naar het zuiden en het noorden, en zo ontstond de Alte Salzstrasse tussen Frankfurt am Main en Lübeck, een van de belangrijkste wegen in het "Hanzeatische landstelsel".
De Reformatie werkte in Lüneburg al vroeg door; de heersende hertog was in 1529 protestant geworden en in de stad werd het lutheranisme toen ook de overheersende confessie.

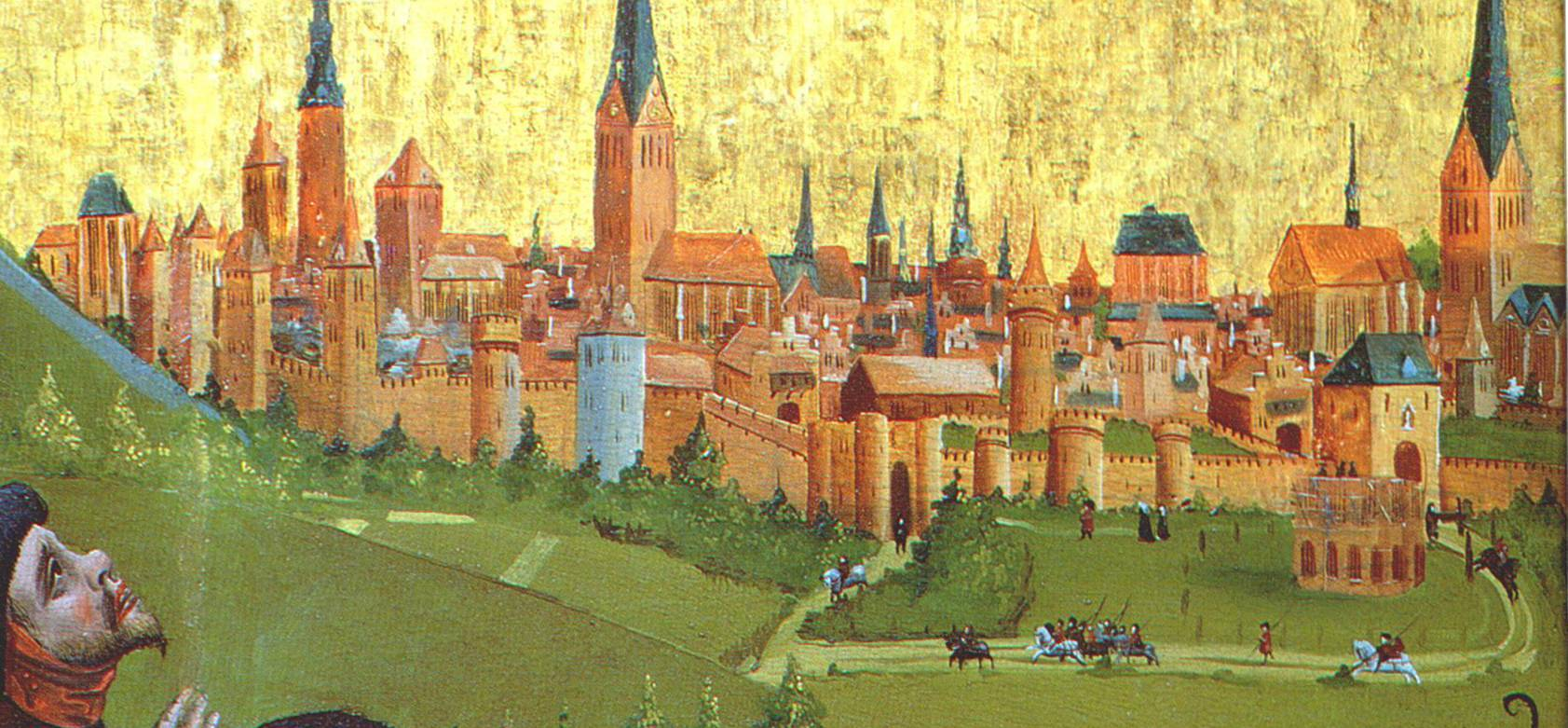
Detail schildering Heiligental-altaar, Lüneburg anno 1445

De stad ligt op een gipsheuvel met daaronder een natuurlijke zoutlaag. In de Duitse taal noemt men zowel zo'n zoutlaag als de zoutwinningsinstallatie een Saline.
De zoutwinning is duizend jaar lang voor de economie van de stad uiterst belangrijk geweest. Zo werd de stad als zoutleverancier een van de eerste en belangrijkste leden van de Duitse Hanze. In 1392 verwierf Lüneburg ook nog het stapelrecht.

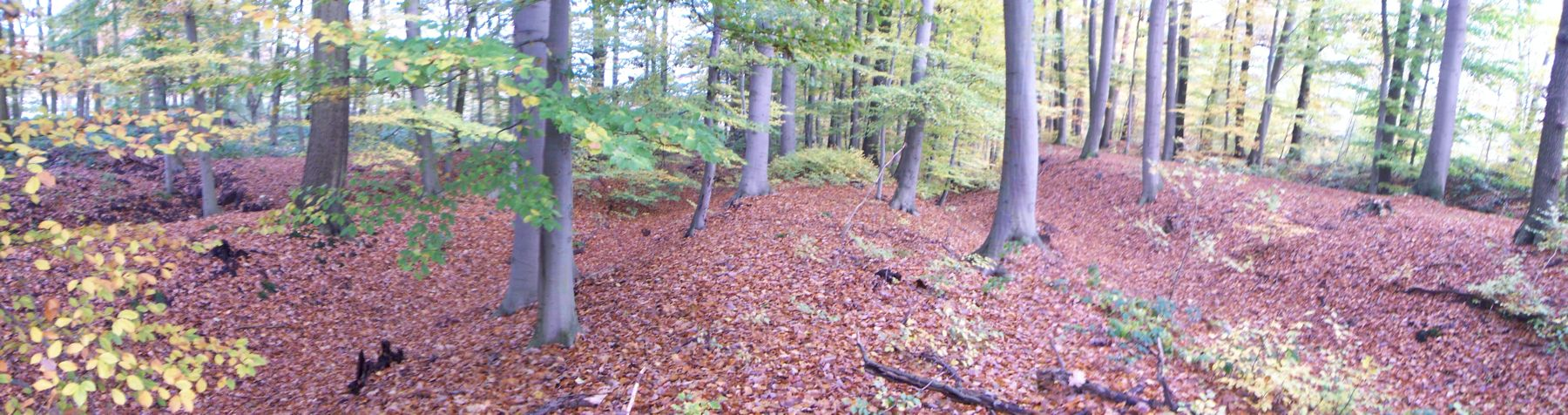
Een deel van de Alte Landwehr bij Reppenstedt, ten westen van Lüneburg

Om ontduiking door kooplieden van dit stapelrecht tegen te gaan, werd rond het begin van de 15e eeuw ten westen van de stad, en later in die eeuw ook aan de oostkant, een aantal landweren aangelegd. Deze dienden, om het voor karren onmogelijk te maken, andere handelswegen te gebruiken dan die, welke door Lüneburg heen leidden. Van deze Lüneburger Landwehren zijn in het landschap nog talrijke sporen bewaard gebleven, zoals lange aarden wallen.
De zoutwinning geschiedde, door het ondergrondse zout aan te boren, in heet water op te lossen en het zoute water zo op te pompen of gewoon op te hijsen, het zgn. zoutziederij-systeem. Er waren in de stad 216 zoutputten waar het kostbare en voor de conservering van vis, vlees en andere levensmiddelen onmisbare materiaal gewonnen werd.
De eigendom van de zoutputten lag grotendeels bij de geestelijkheid, maar in toenemende mate ook bij de rijke burgerij.
In Lüneburg werd een eigen gewichtseenheid voor zout gehanteerd met de naam Chor (554,32 kg).
De strak georganiseerde Saline bestond vanaf de 12e eeuw tot 1980. In het midden van de 15e eeuw was de zoutwinning onderwerp van een langdurig geschil tussen de geestelijkheid en het stadsbestuur, dat de wat overdreven naam Lüneburger Prälatenkrieg kreeg. Sedert 1980 wordt alleen nog jaarlijks een geringe hoeveelheid zout gewonnen ten behoeve van zoutbaden in een plaatselijke wellness-inrichting.
De stad kende een catastrofale periode in de Dertigjarige Oorlog. Vooral rond 1626 toen de stad ook nog een pestepidemie te doorstaan kreeg, was de situatie in Lüneburg zeer penibel. Daarvan herstelde Lüneburg zich - mede door de intact gebleven zoutindustrie - pas in de 19e eeuw.
Het muziekleven werd vanaf 1651 weer opgezet door Michael Jacobi als cantor van de Sint-Johanneskerk. In de bij de Michaeliskerk behorende school was Johann Sebastian Bach leerling van 1701 tot 1702.

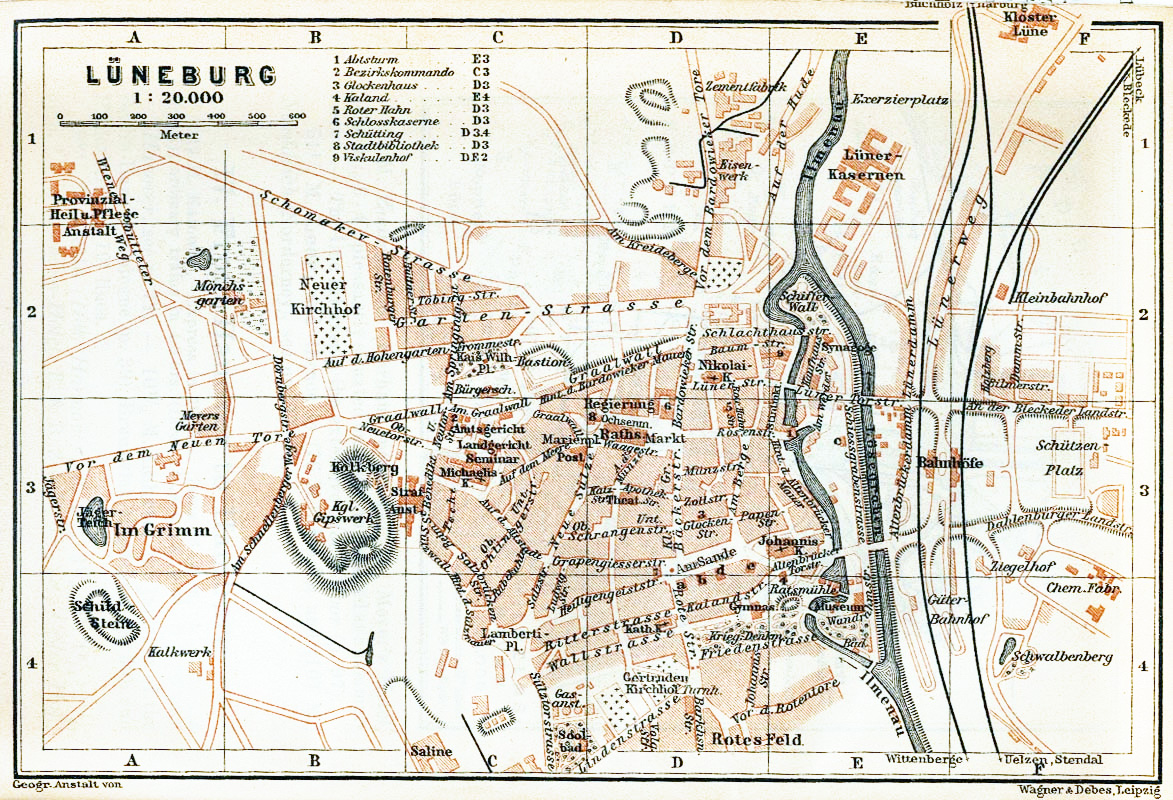
Plattegrond anno 1910

In 1875 werd, volgens een Engelse bron, tussen leerlingen van het plaatselijke gymnasium de eerste voetbalwedstrijd in Duitsland gespeeld.
De stad bleef tijdens de Tweede Wereldoorlog grotendeels gespaard voor de verwoestingen door bombardementen. In mei 1945 pleegde Heinrich Himmler er zelfmoord. Kort daarna vond in Lüneburg het Bergen-Belsenproces plaats.

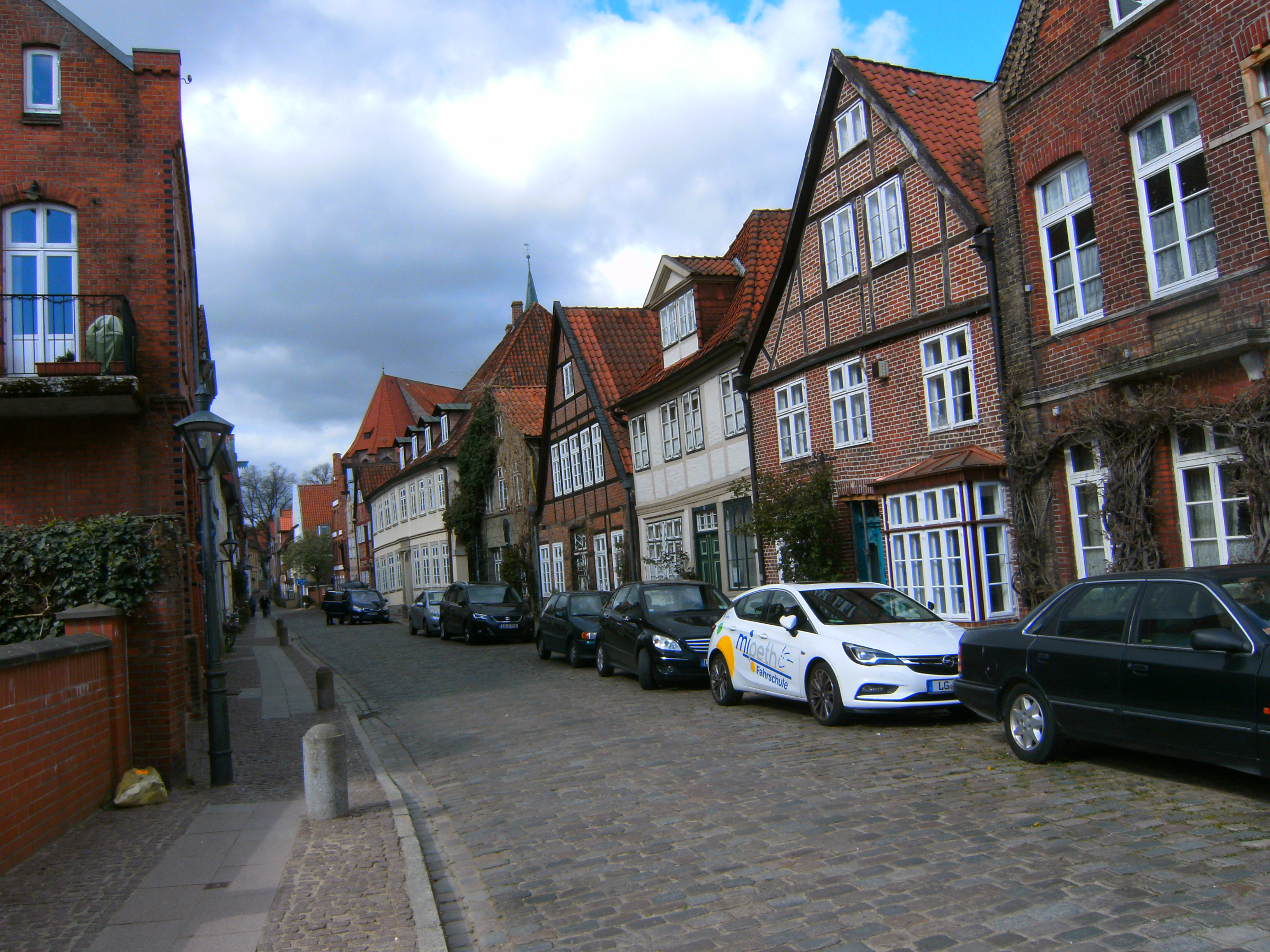
Verzakte huizen in de straat Auf dem Meere

Een belangrijk en niet ongevaarlijk probleem ten gevolge van de eeuwenlange zoutwinning is de nog steeds voortdurende (en sinds 1946 regelmatig gemonitorde) verzakking van de bodem onder de delen van de oude stad die tussen de Kalkberg, de Michaeliskerk en de rivier liggen. Verscheidene kerken en andere oude gebouwen moesten om die reden al meermalen ingrijpend gerestaureerd, of zelfs gesloopt en elders herbouwd worden. Daarom was er in de jaren 1960 zelfs sprake van, de hele oude stad te slopen en te vervangen door -niet voor verzakkingsschade vatbare- nieuwbouw. Rond 1970 was de situatie zo, dat verwaarlozing en verzakking door bodemdaling meer historische gebouwen verloren hadden doen gaan dan de schade van de Tweede Wereldoorlog. Dit leidde, ongeveer net als na soortgelijke plannen in Deventer (Nederland), tot een door een groot deel van de inwoners gedragen behoefte aan monumentenzorg (Duits: Denkmalschutz), en er volgde een grootscheeps restauratieproject van de oude stad.

## Geografie
Lüneburg heeft een oppervlakte van 70,34 km² en ligt in het noorden van Duitsland. De stad ligt aan het riviertje de Ilmenau, 30 km voordat dit uitmondt in de Elbe. Ten zuiden van de stad ligt de Lüneburger Heide.
De stad ligt aan de Autobahn A39, richting Hamburg. De hierop bij afrit 6 aantakkende Bundesstraße 4, Bundesstraße 209 en de Bundesstraße 216 completeren het hoofdwegennet van de stad. In de jaren vanaf 2027 zal de A39 zuidoostwaarts richting Berlijn worden doorgetrokken.
Aan de spoorlijn Hannover-Hamburg heeft Lüneburg een station. De stad heeft ook een stads- en streekbusnet (busstation aan de straat Am Sande). Veel van deze bussen rijden echter alleen op werkdagen, sommige zelfs alleen in de spitsuren.
Lüneburg beschikt over een binnenhaven aan het Elbe-Seitenkanal.
Ten slotte bezit de stad 3 km ten oosten van de stadskern een klein vliegveld. Het heeft ICAO-code EDHG. Er is één start- en landingsbaan, een 560 m lange en 30 m brede graspiste. Het veldje is een restant van een Fliegerhorst van de Luftwaffe, die na de Tweede Wereldoorlog een NAVO-vliegbasis werd, en in 2012 werd gesloten, op deze faciliteit voor sport- en hobby-vliegtuigjes en helikopters na.

### Stadsdelen
- Altstadt
- Bockelsberg
- Ebensberg
- Goseburg-Zeltberg
- Häcklingen
- Kaltenmoor
- Kreideberg
- Lüne-Moorfeld
- Mittelfeld
- Neu Hagen
- Ochtmissen
- Oedeme
- Rettmer
- Rotes Feld
- Schützenplatz
- Weststadt en Wilschenbruch
- Jüttkenmoor
- Klosterkamp
- Bülows Kamp
- In den Kämpen
- Krähornsberg
- Schäferfeld
- Volgershall
- Zeltberg

## Economie
Van de oude belangrijke bedrijfstakken, de zoutwinning en de textielindustrie, is weinig overgebleven.
Wel is Lüneburg nog hoofdzetel van een fabrikant van exclusieve mannenmode; de fabricage geschiedt echter buiten West-Europa.
De bedrijventerreinen huisvesten allerlei middelgrote en kleine bouw- en industrie-, opslag- en handelsbedrijven, overwegend van slechts plaatselijk of regionaal belang.
De dienstensector is ook van belang; de stad heeft een groot algemeen en een groot psychiatrisch ziekenhuis en tal van regionale ambtelijke instellingen.
Verder is het toerisme van belang, vooral omdat Lüneburg dicht bij de Lüneburger Heide ligt en een bezienswaardig oud stadscentrum bezit. De stad ligt ook aan enige langeafstands-wandel- en fietsroutes (Salzstraße).

## Cultuur

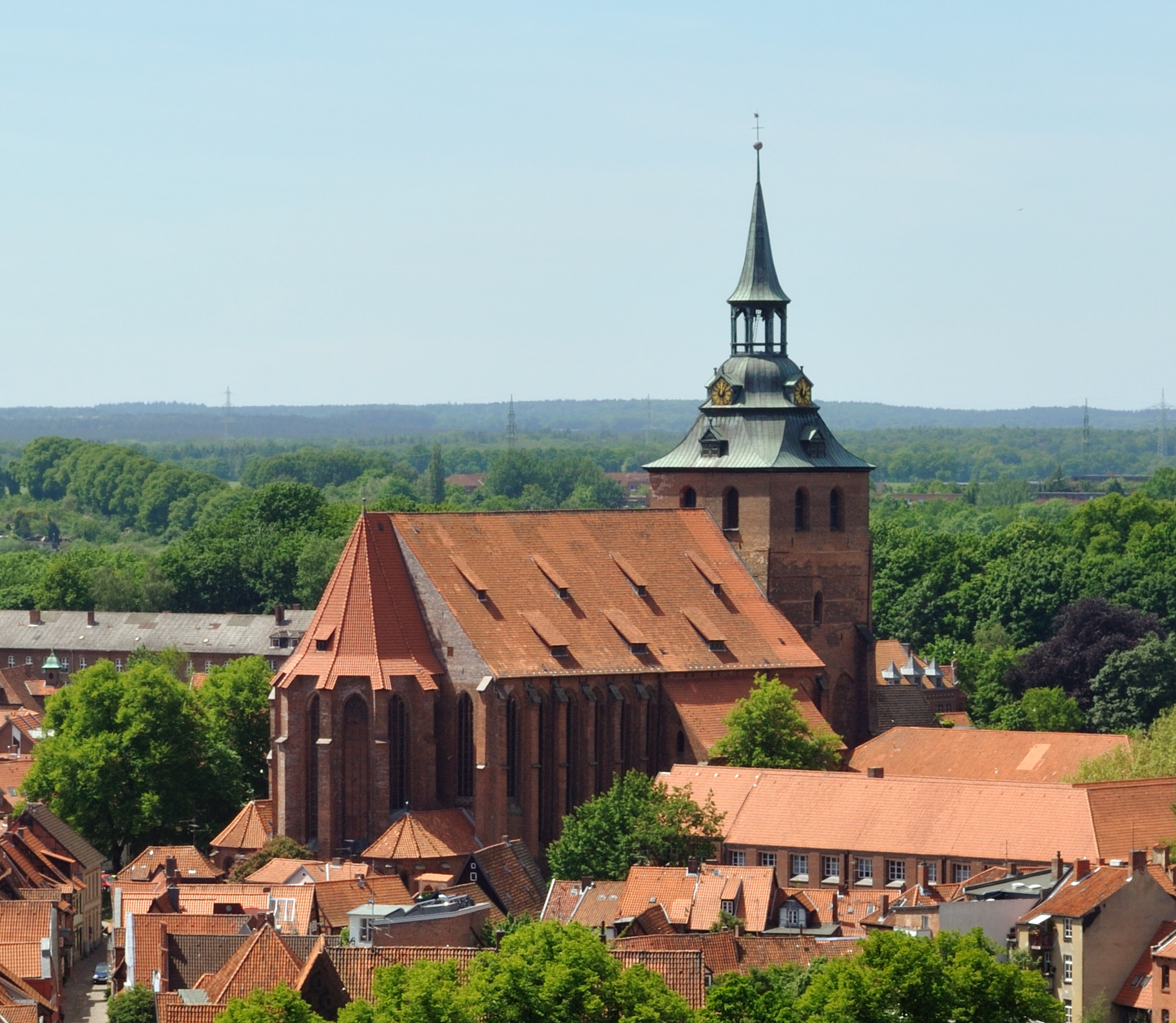
Michaeliskirche, waar J.S. Bach op het orgel speelde

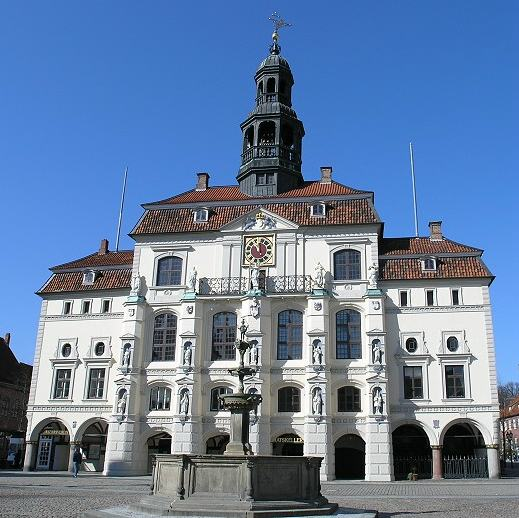
Raadhuis

### Bezienswaardigheden
- De Michaeliskirche
- De Johanniskirche
- Het fraaie stadhuis, waarvan de oudste gedeelten dateren uit de 13e eeuw
- Het plein Am Sande en diverse straatjes in de oude stad, o.a. Auf dem Meere zijn rijk aan fraaie oude huizen, o.a. in de Noordduitse baksteengotiek
- De Stintmarkt met sfeervolle terrasjes, aan de oude binnenhaven
- Het Duitse Zoutmuseum, gevestigd in het gebouwencomplex van de oude Saline ; website: (de)
- Het Oostpruisische Landsmuseum met veelzijdige informatie over dit sedert 1945 niet meer tot Duitsland, maar tot Polen en Rusland behorende gebied ; website:  (de)

## Partnersteden
- Scunthorpe, Verenigd Koninkrijk, sinds 1960
- Naruto, Japan, sinds 1974
- Clamart, Frankrijk, sinds 1975
- Ivrea, Italië, sinds 1988
- Viborg, Denemarken, sinds 1992
- Tartu, Estland, sinds 1993

## Geboren
- Andreas Crappius (1542-1623), componist
- Niklas Luhmann (1927-1998), socioloog
- Phil Sieben (1999), voetballer

## Galerij

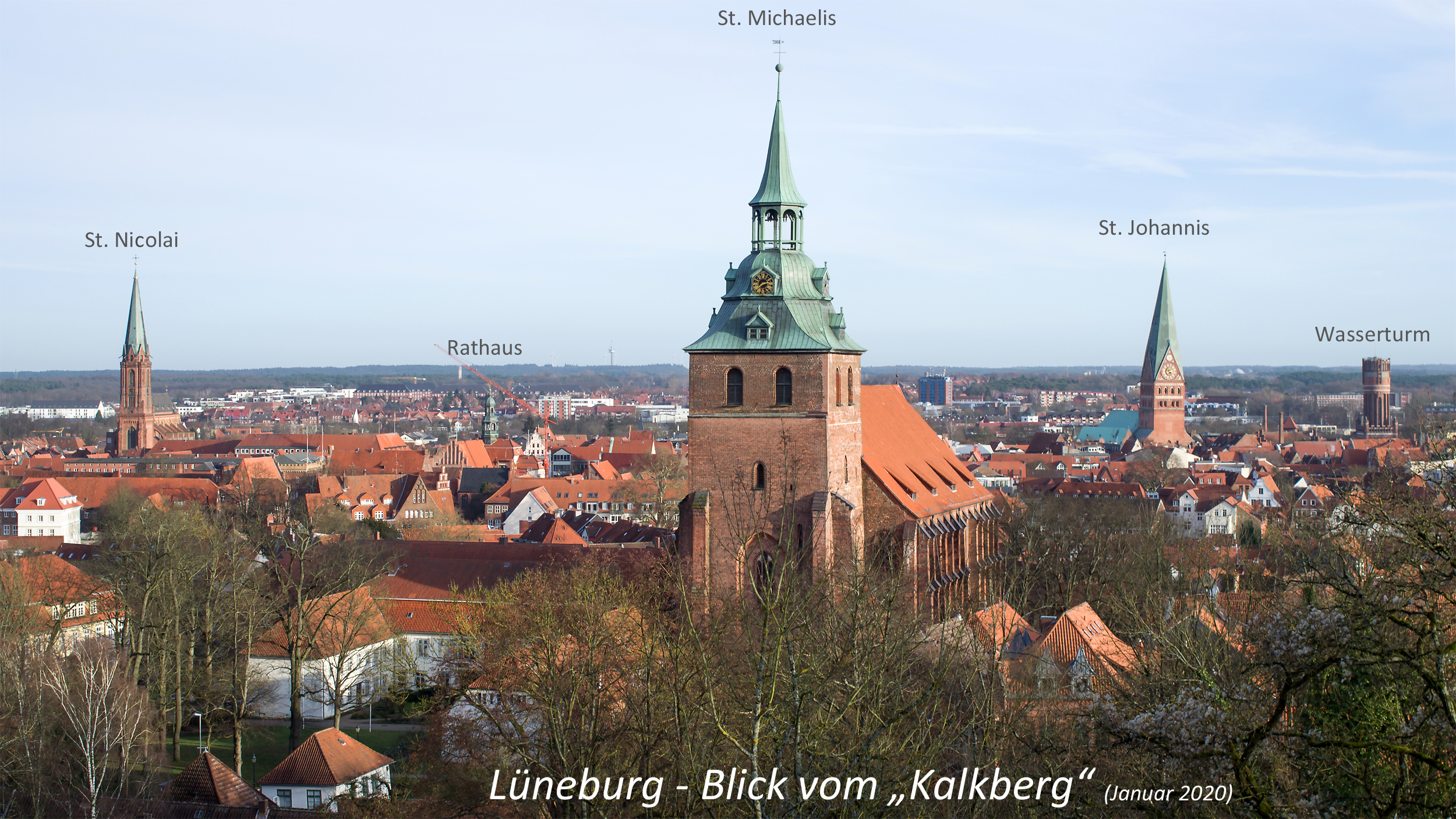
Uitzicht vanaf de Kalkberg naar het oosten richting het centrum van Lüneburg met de drie belangrijkste kerken
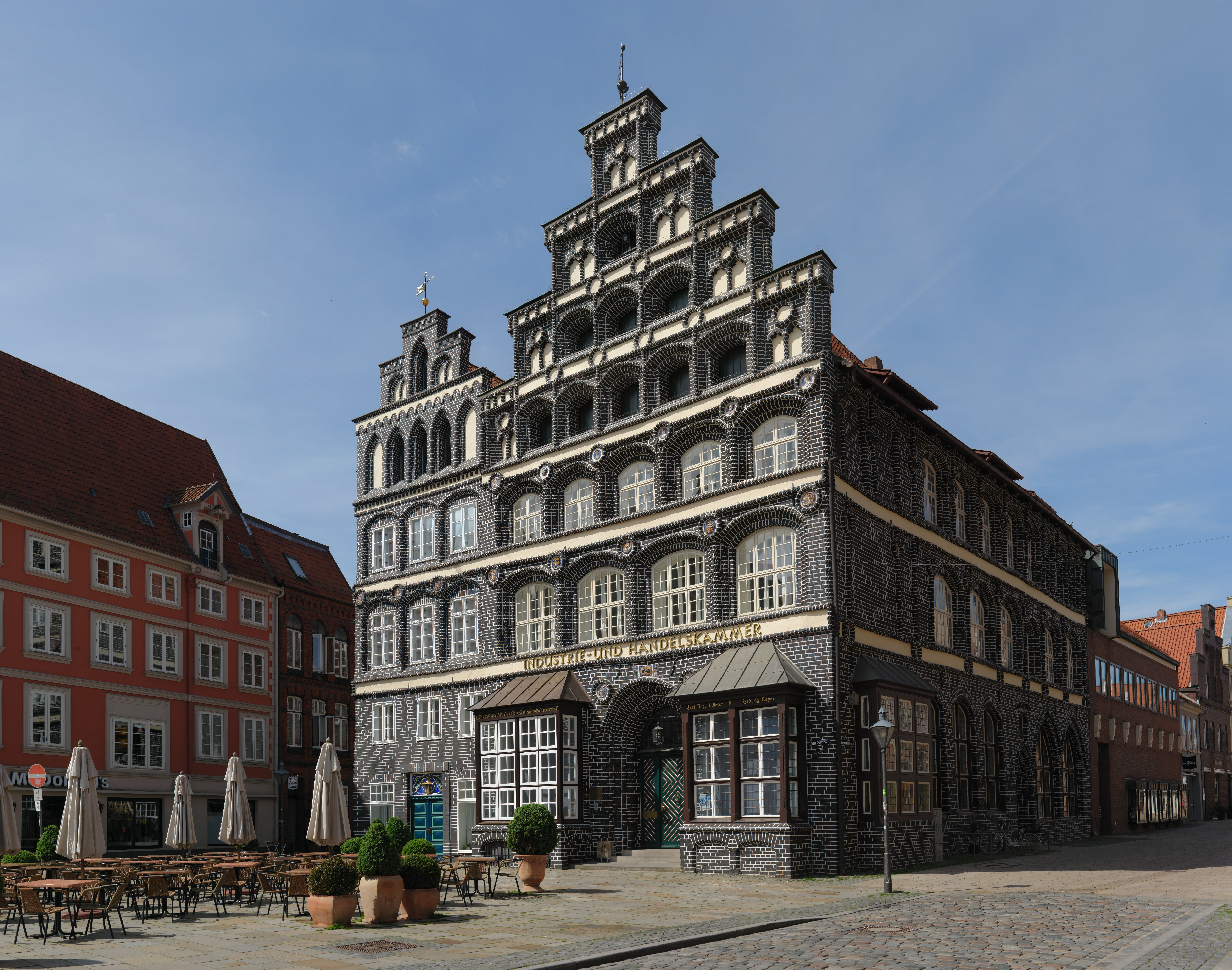
Huis Schütting, nu Kamer van Koophandel
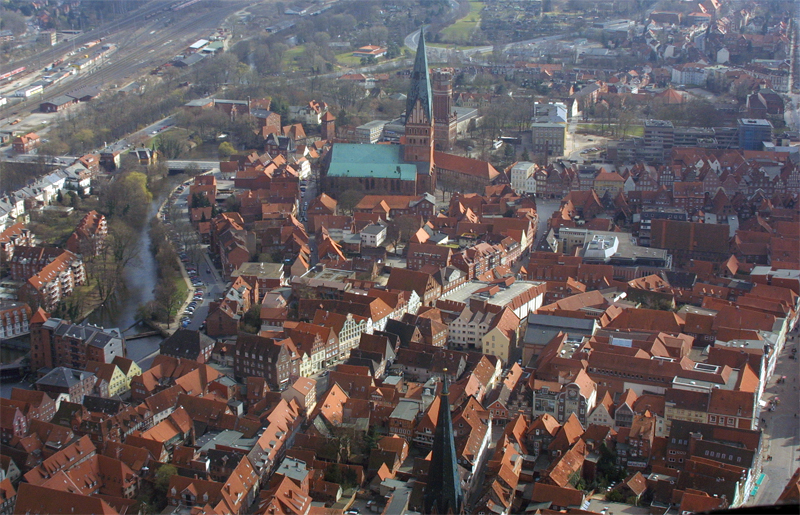
Luchtopname van de omgeving van de Johanniskirche
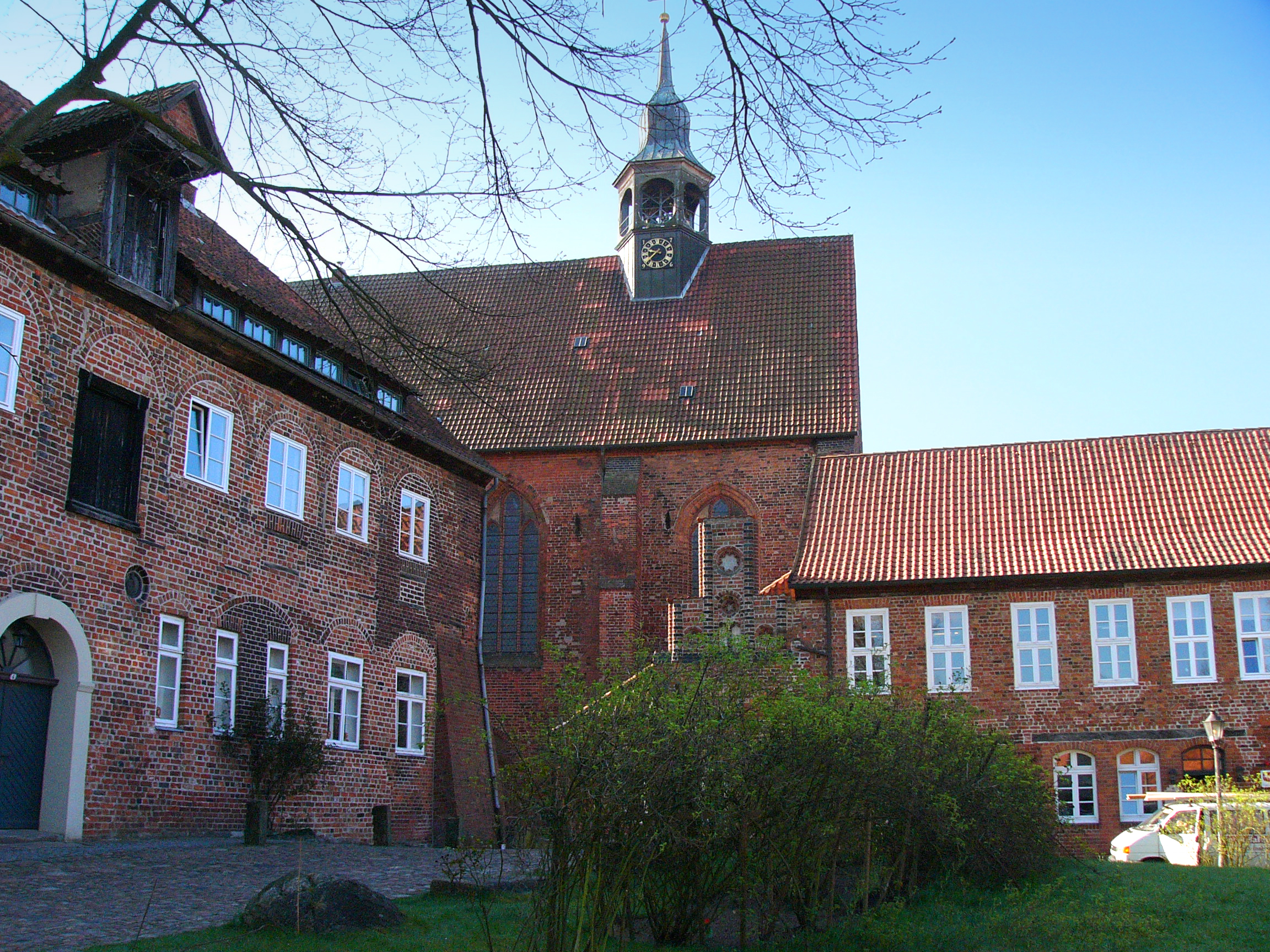
Klooster Lüne
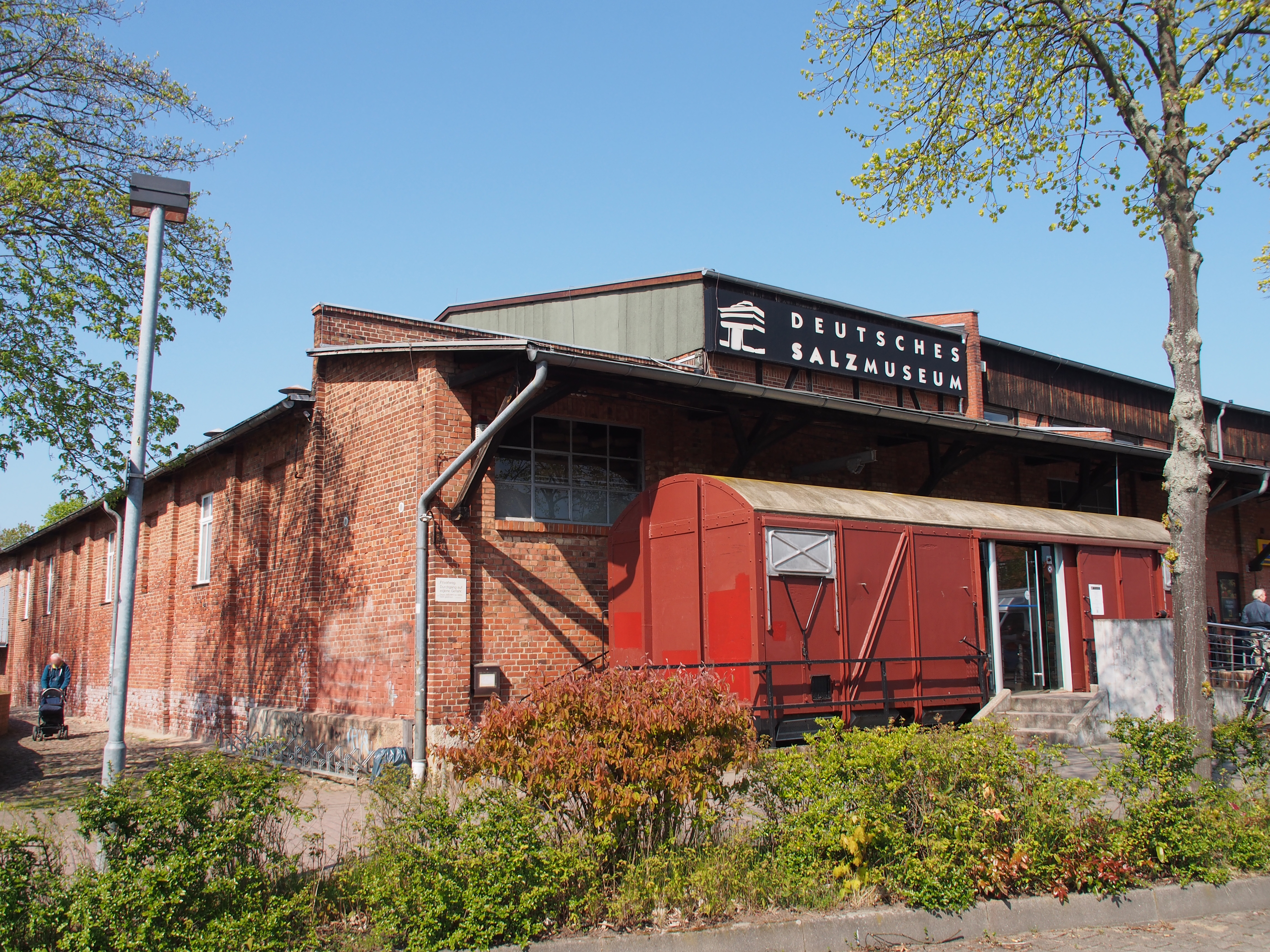
Ingang Zoutmuseum
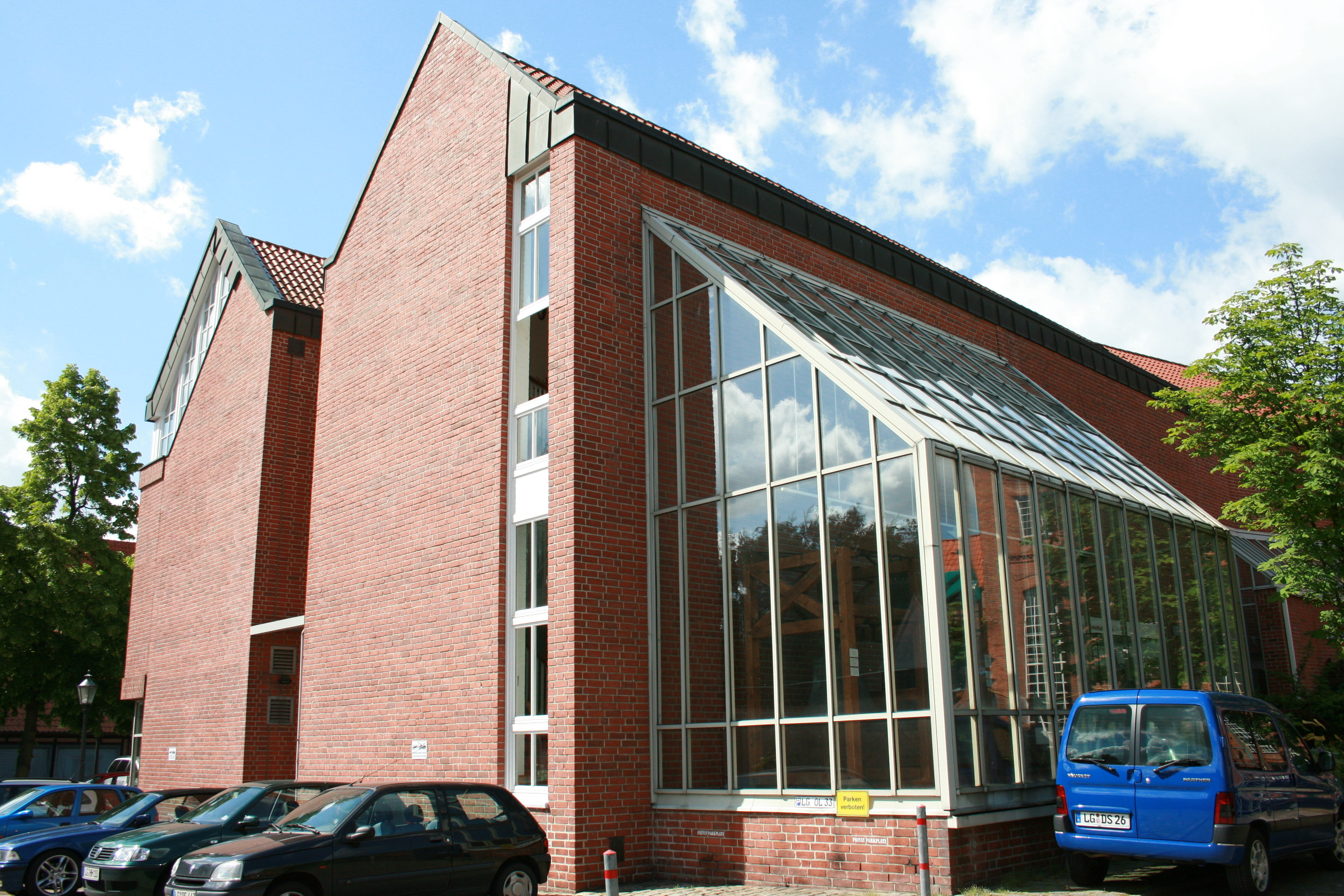
Oostpruisisch Landsmuseum
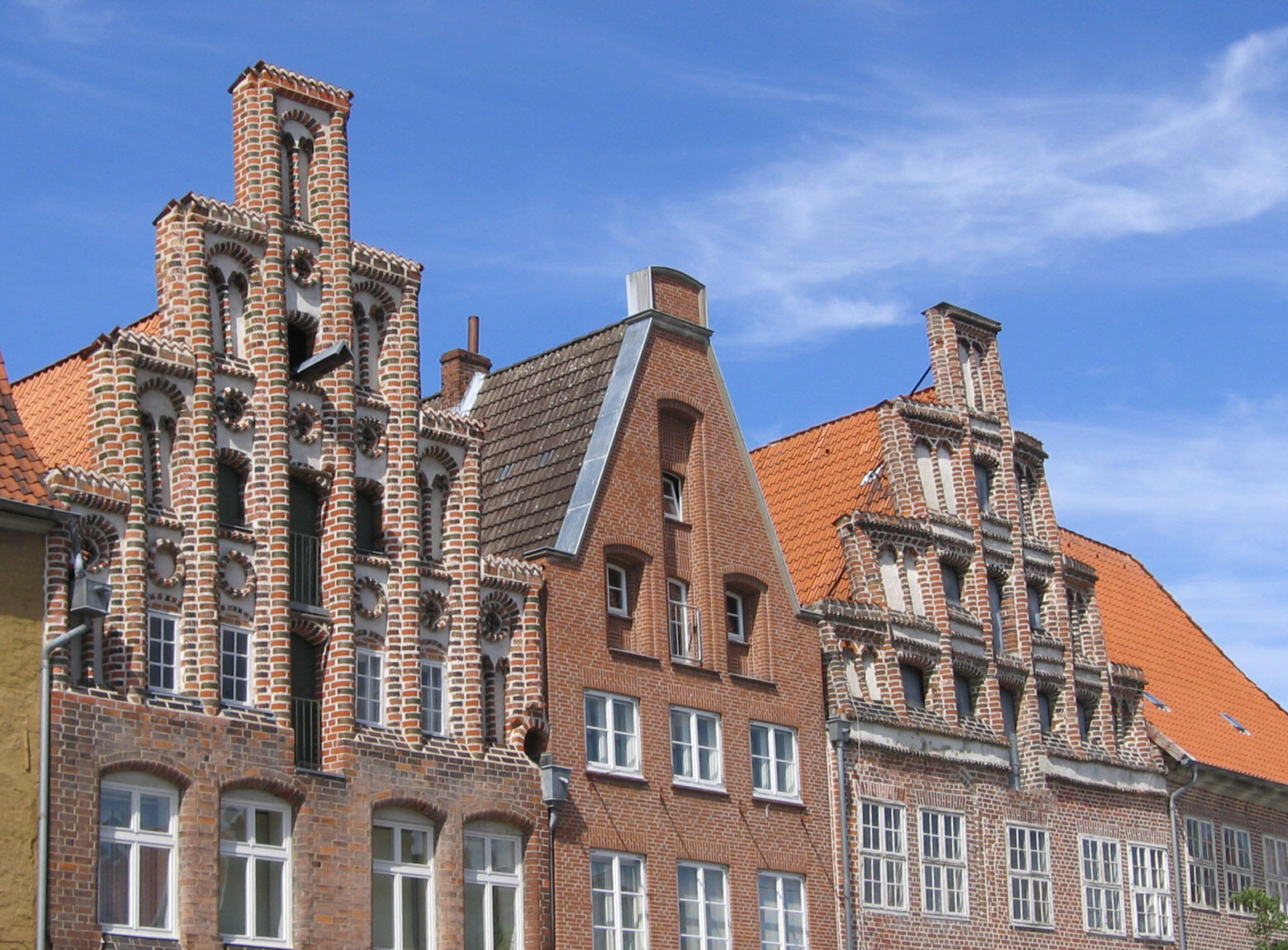
Trapgevels in Noord-Duitse baksteengotiek, Am Sande
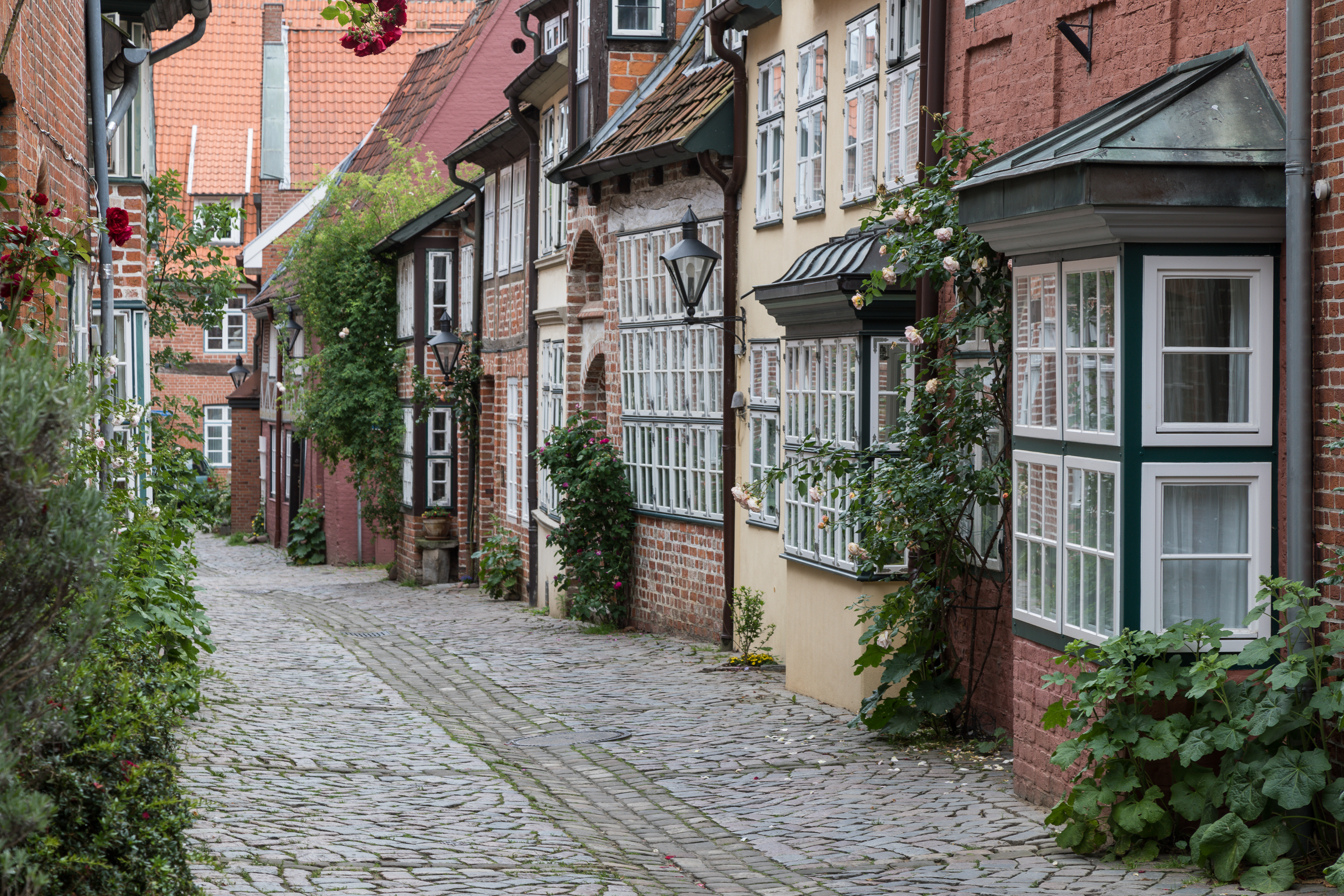
Auf dem Meere, ondanks verzakkingen nog schilderachtig
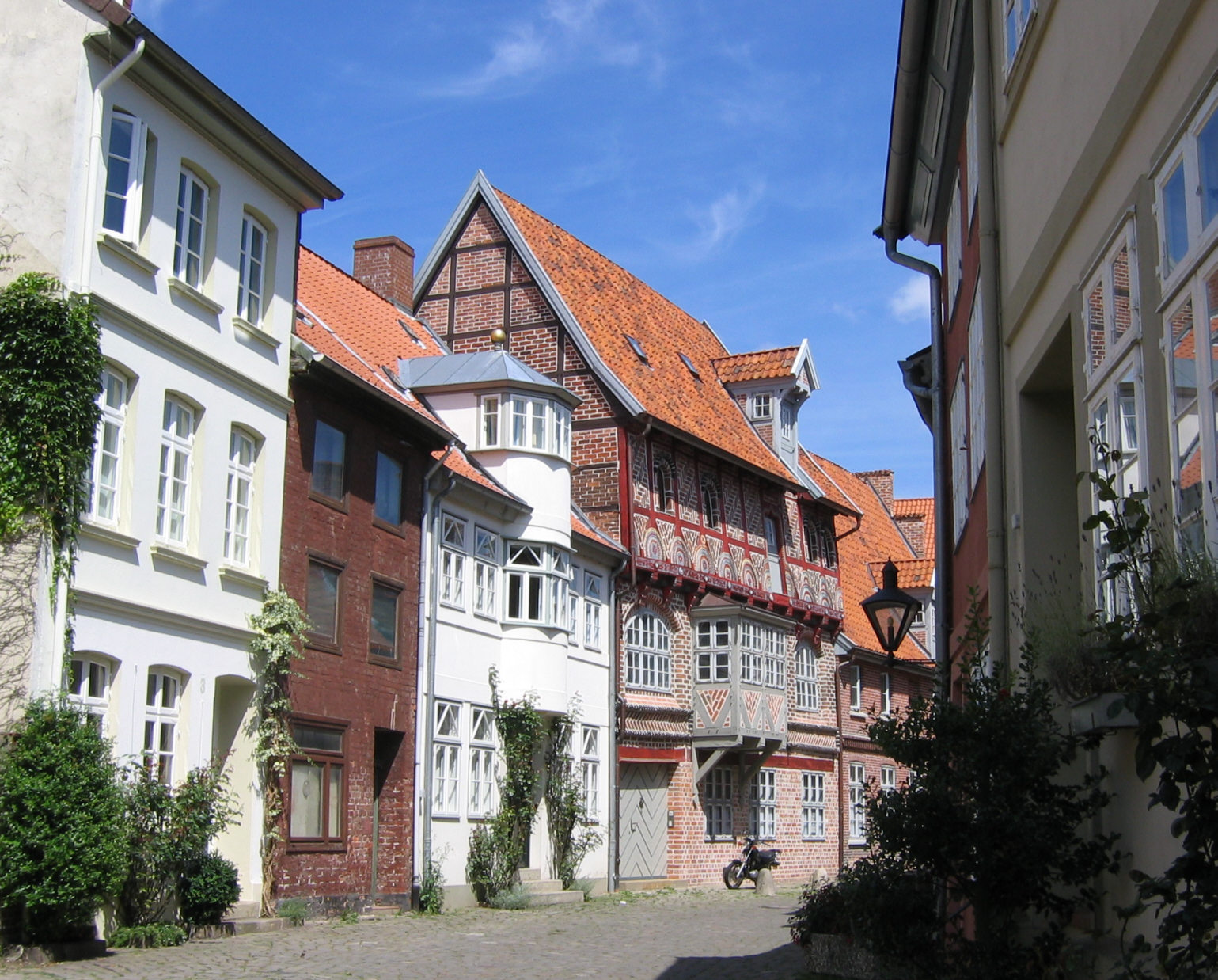
Schilderachtig hoekje in het centrum
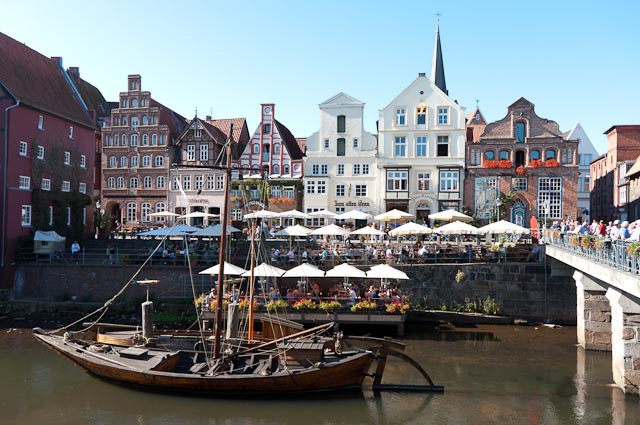
Stintmarkt in de oude havenwijk
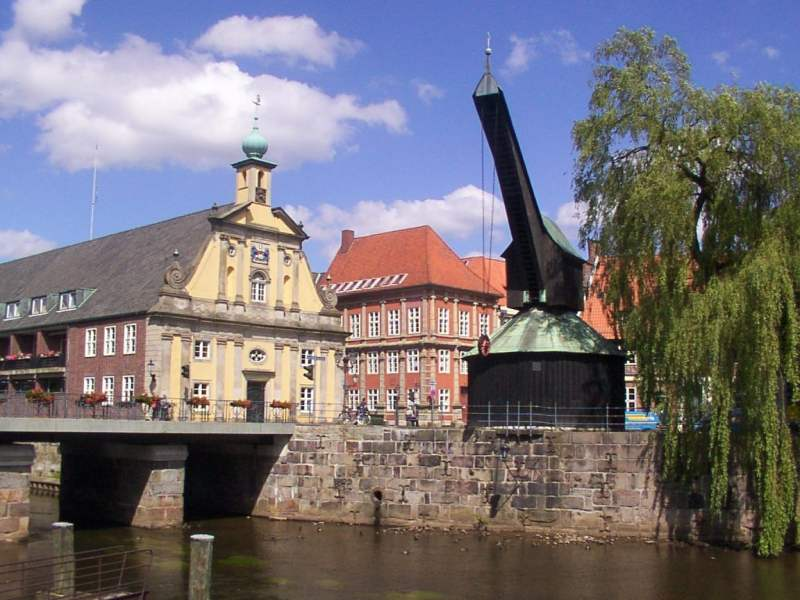
Havenkraan uit vroeger eeuwen
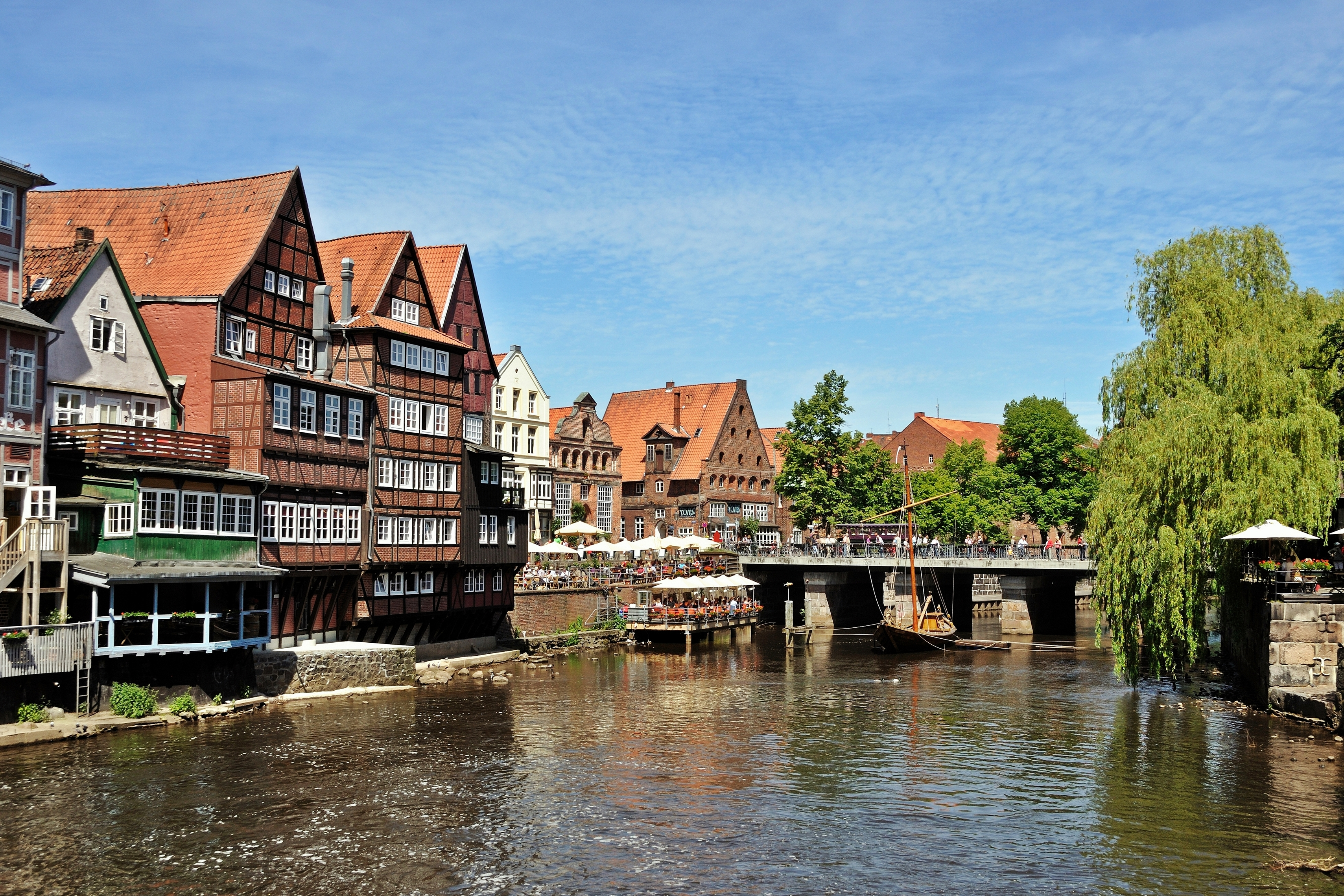
De Alte Hafen
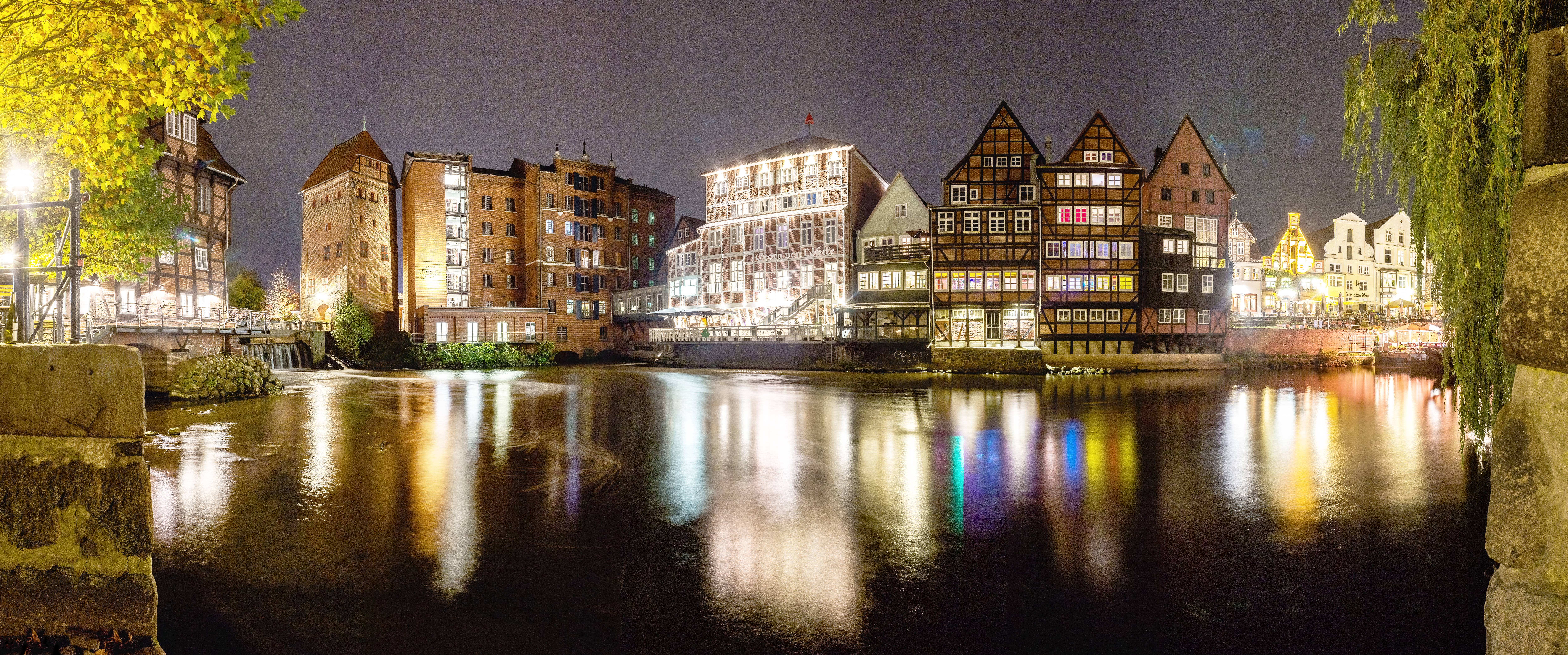
De oude haven bij nacht
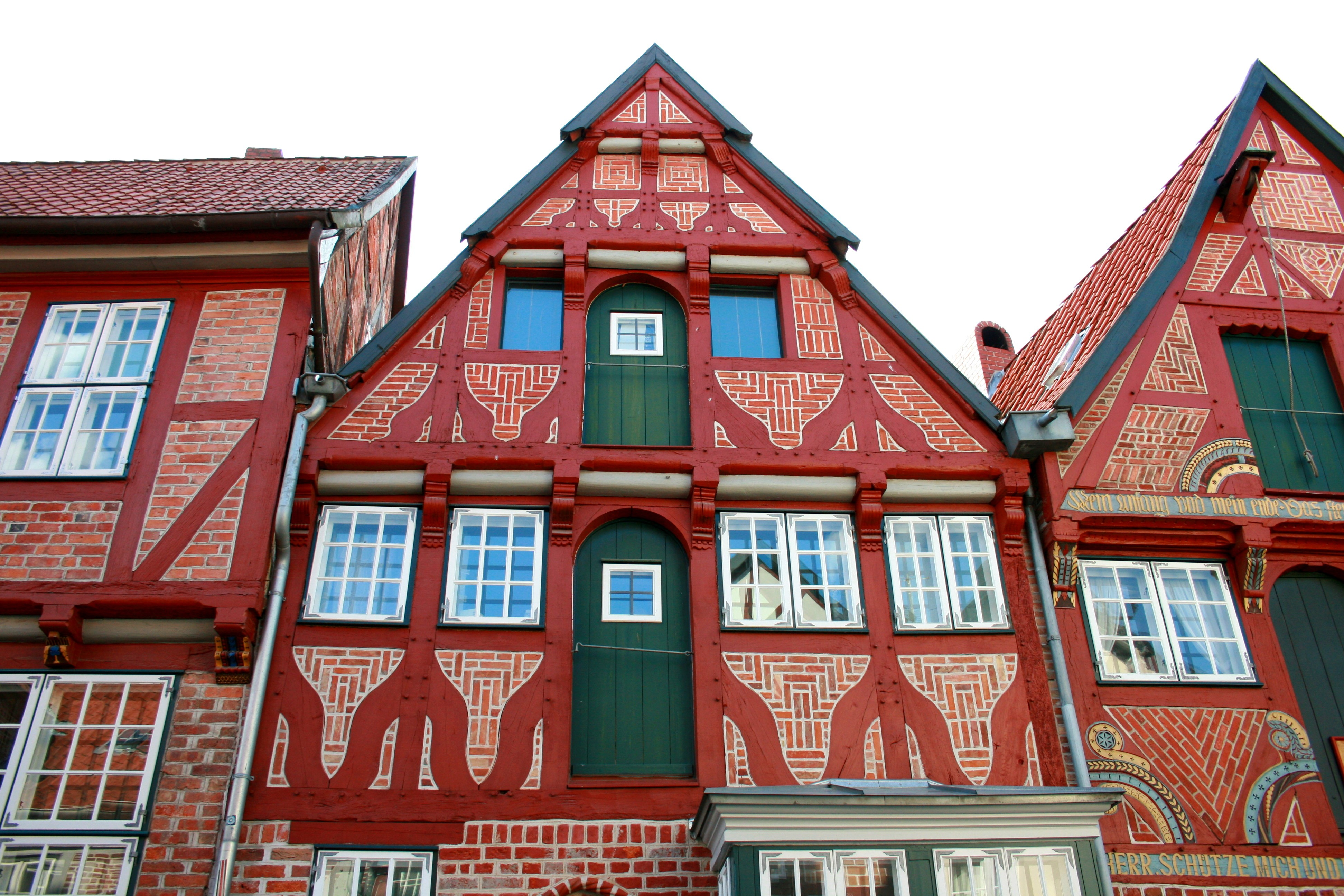
Vakwerkgevels Untere Ohlingerstraße
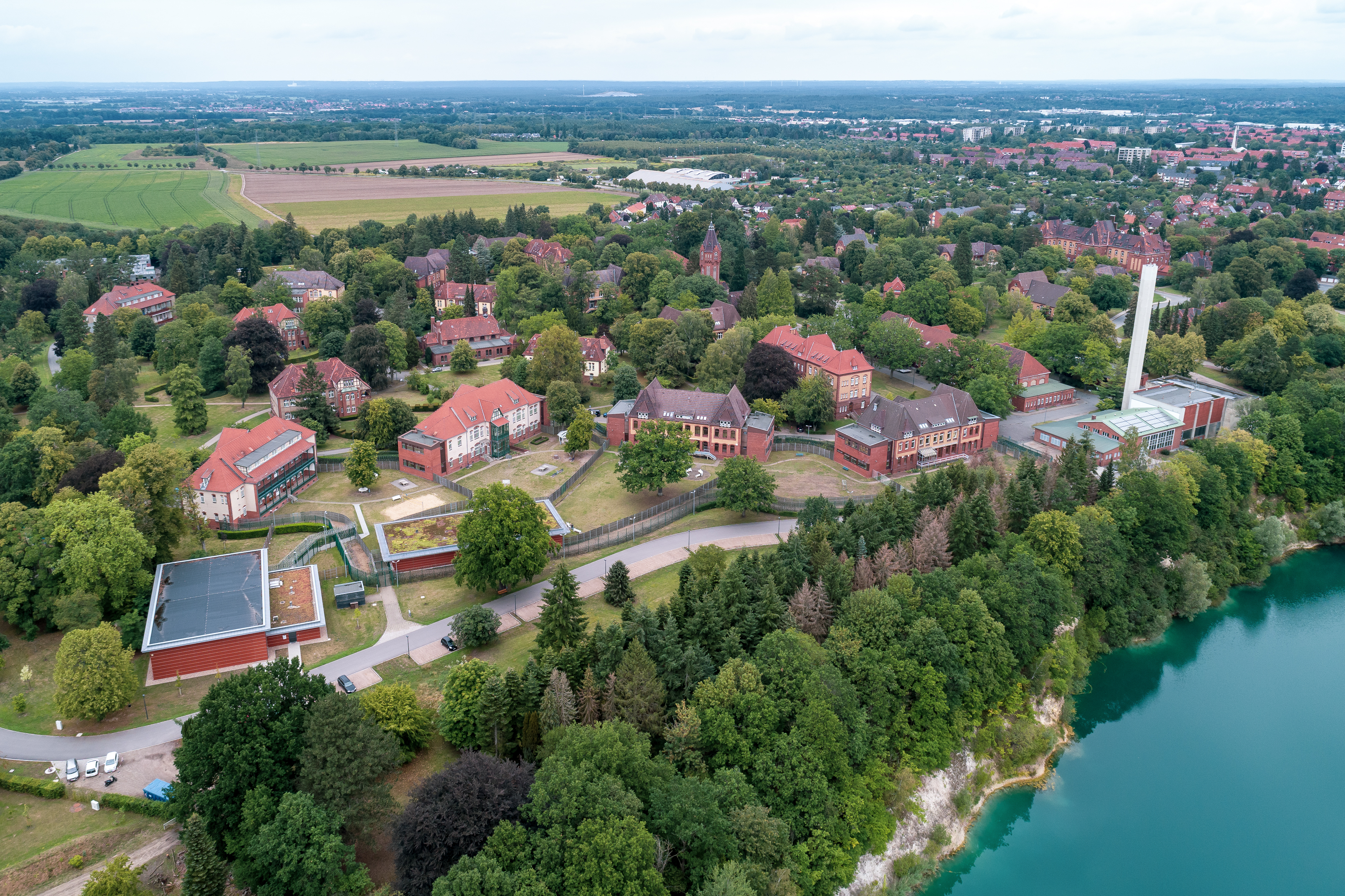
Het psychiatrische ziekenhuis
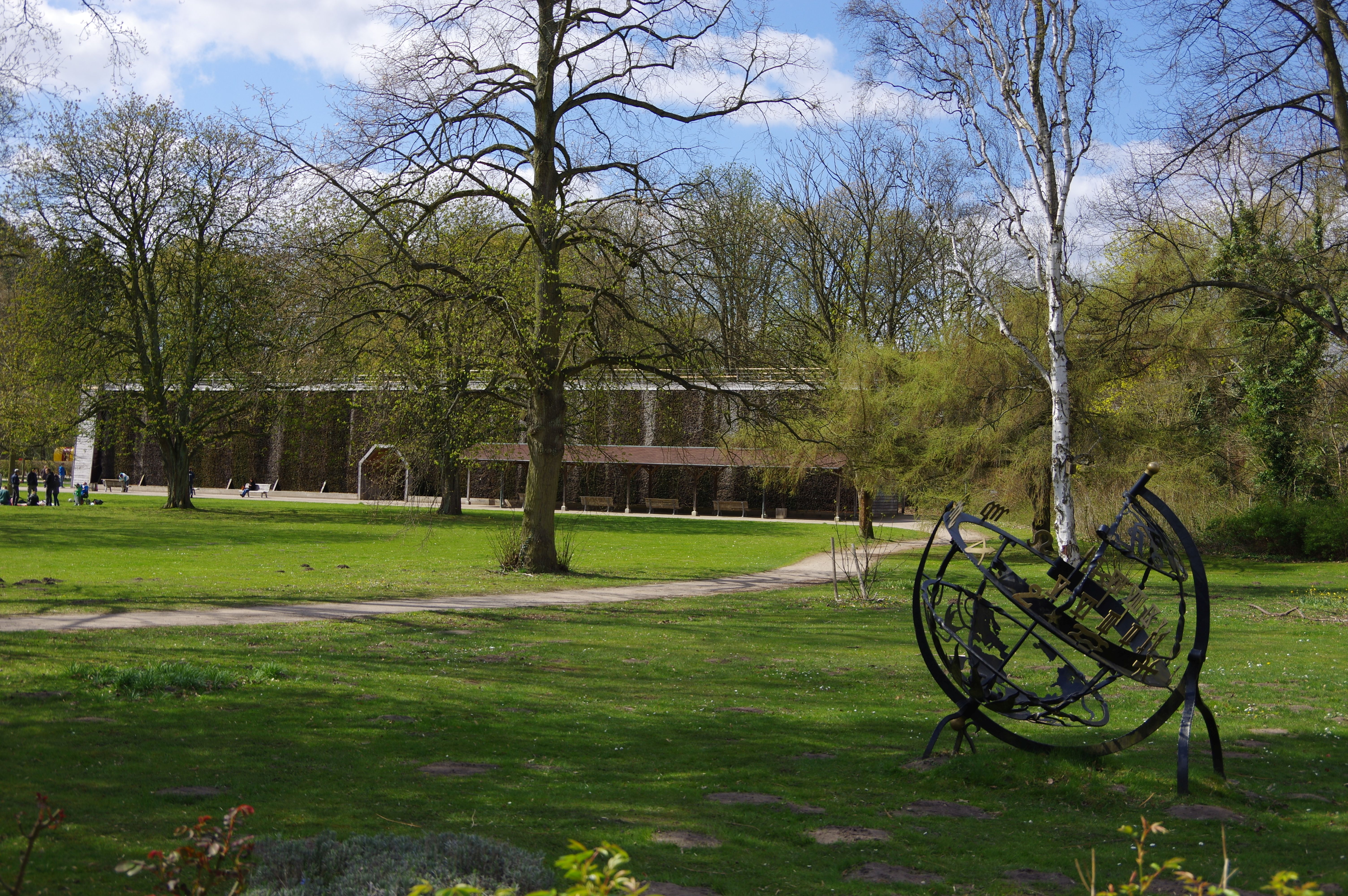
Het gradeerwerk in het Kurpark
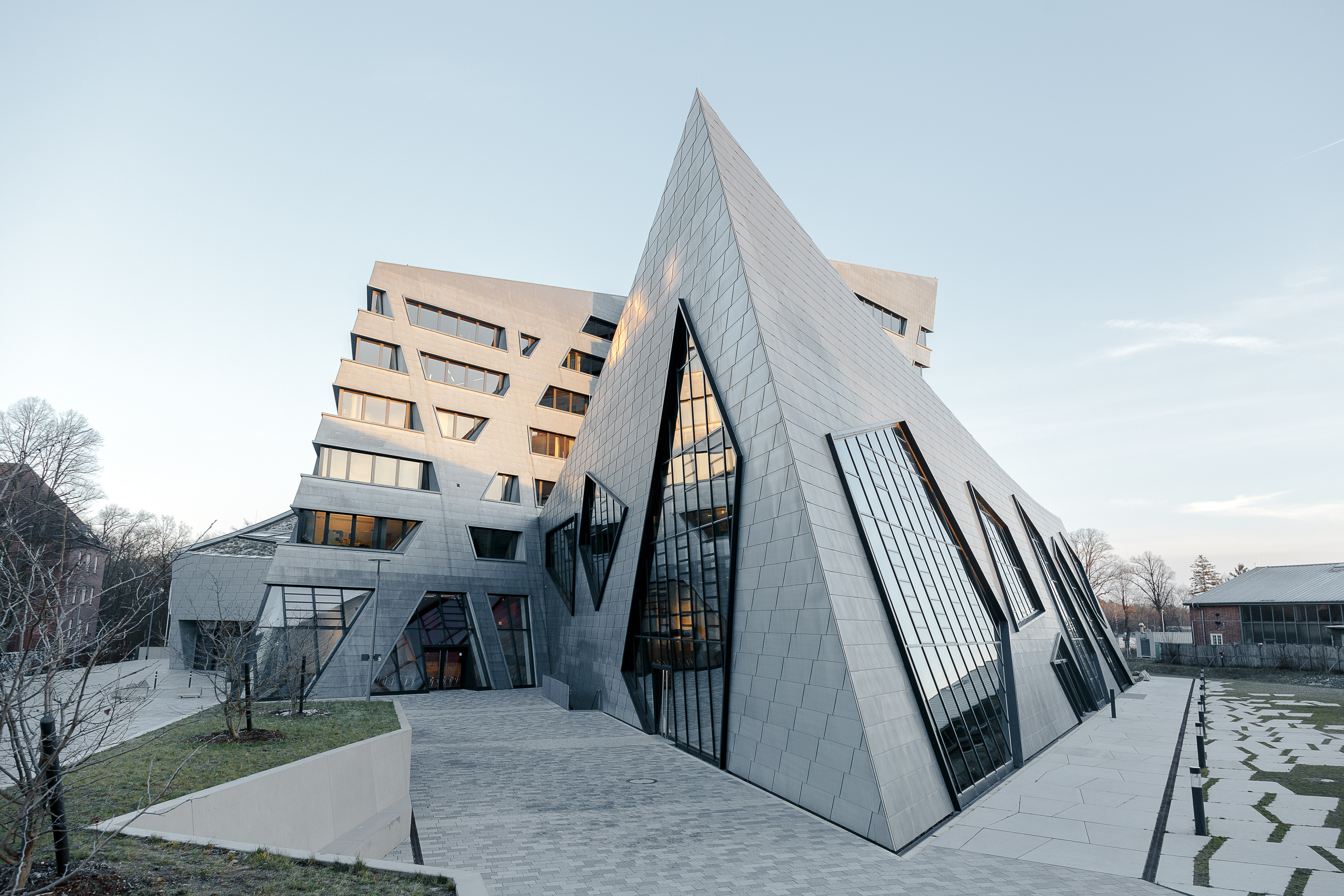
Hoofdgebouw Leuphana (universiteitsgebouw)